# Heizkraftwerk Moabit
Das Heizkraftwerk Moabit (HKW) im gleichnamigen Berliner Ortsteil dient der Versorgung der umliegenden Stadtgebiete mit Fernwärme und Strom. Das HKW wird primär mit Steinkohle befeuert, ferner kommt Biomasse zum Einsatz. Es liegt am Friedrich-Krause-Ufer des Berlin-Spandauer Schifffahrtskanals und gehört zum landeseigenen Energiekonzern BEW Berliner Energie und Wärme GmbH, der den Betrieb verantwortet. Die Heizleistung beträgt 134 MW elektrische Leistung und 315 MW thermische Leistung. Das Heizkraftwerk versorgt ca. 44.000 Haushalte mit Wärme.

## Geschichte
Die Berliner Elektricitäts-Werke erwarben das Grundstück eines Petroleumlagers direkt an der damals Spandauer Canal genannten  Wasserstraße. Dieser Standort ließ sich so vom Wasser aus mit Kohle beliefern und das Kraftwerk mit Kühlwasser versorgen. Das seinerzeitige Kraftwerk Moabit wurde von 1899 bis 1901 nach Plänen von Franz Schwechten als Drehstrom-Kraftwerk erbaut. Bereits im Oktober 1900 konnte die Hochspannungs-Centrale Moabit das erste Mal ans Netz gehen. Es wurde der Norden Berlins, vornehmlich Reinickendorf, Pankow und Spandau, beliefert.
Die alten Kolbendampfmaschinen wurden 1905 durch Dampfturbinen ersetzt. In einer weiteren Baumaßnahme wurde 1907/1908 – ebenfalls nach Schwechtens Plänen – ein zweites Maschinen- und Kesselhaus mit mechanischer Befeuerung errichtet. Die Beschickung der Kessel mit Kohle fand nicht mehr durch die Arbeiter statt. 1924 wurde erstmals die Befeuerung durch Kohlenstaub an einem umgebauten Rostkessel erprobt. 1925 entstand dann eine Kohlenmahl- und Aufbereitungsanlage nach Plänen von Hans Heinrich Müller und von der Bauabteilung der BEWAG wurde ein 6-kV- und 30-kV-Schalthaus errichtet. Die Kohlenstaubbefeuerung machte eine Entstaubung der Rauchgase nötig, die 1926 mit Elektrofiltern getestet wurde.
In den Jahren 1929/1930 kam es zu einer Erweiterung und Modernisierung unter der Leitung von Walter Klingenberg und Werner Issel, die auch schon das Kraftwerk Klingenberg geplant hatten.
1987 wurde wegen weiterer Modernisierungsarbeiten (unter anderem Rauchgasentschwefelung und -entstickung) ein großer Teil des alten Kraftwerks abgerissen und ein neuer Heizblock gebaut, der 1990 nach dem Verfahren der Wirbelschichtfeuerung fertiggestellt wurde. Dabei wurden einige der alten Gebäude erhalten. Diese stehen unter Denkmalschutz und sind zu besichtigen.
Seit Ende 2013 kommt neben Steinkohle zusätzlich Biomasse als Brennstoff zum Einsatz. Für deren Mitverbrennung wurde die Anlage in Teilen umgerüstet. Laut Betreiber kann perspektivisch – und abhängig von der Verfügbarkeit des Brennstoffs – bis zu 40 Prozent der Feuerungswärmeleistung über Biomasse erzeugt werden (Stand: November 2017). Verfeuert wurden Stand 2020 Steinkohle aus Russland und den USA, als Biomasse in erster Linie Holzhackschnitzel aus Brandenburg und Polen.
Neben dem Wirbelschichtkessel für die Verfeuerung von Kohle und Biomasse verfügt das Heizkraftwerk Moabit über gasbetriebene Heißwassererzeuger, die bei besonders hohem Wärmebedarf zusätzlich zum Einsatz kommen.

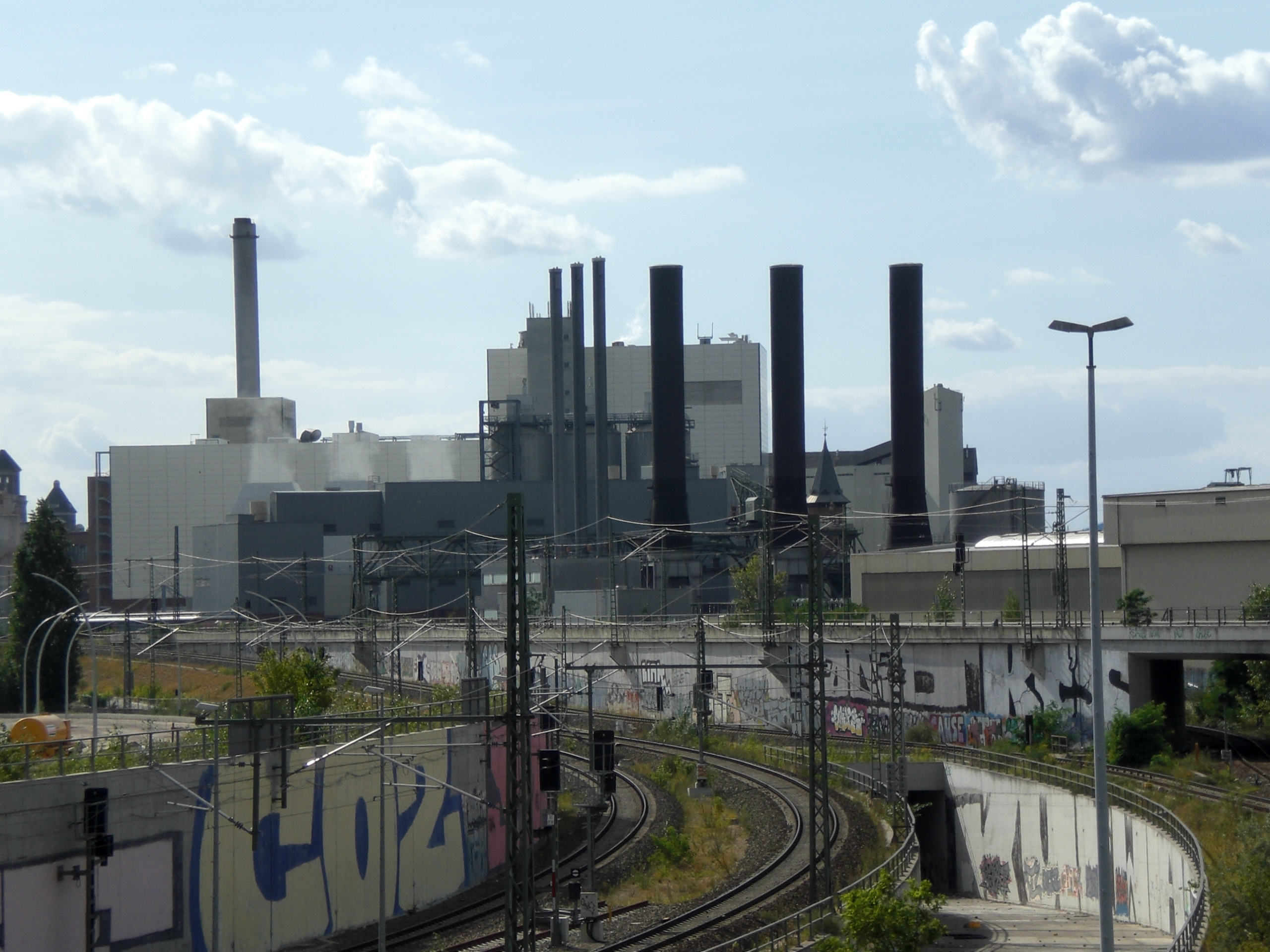
Blick von Osten
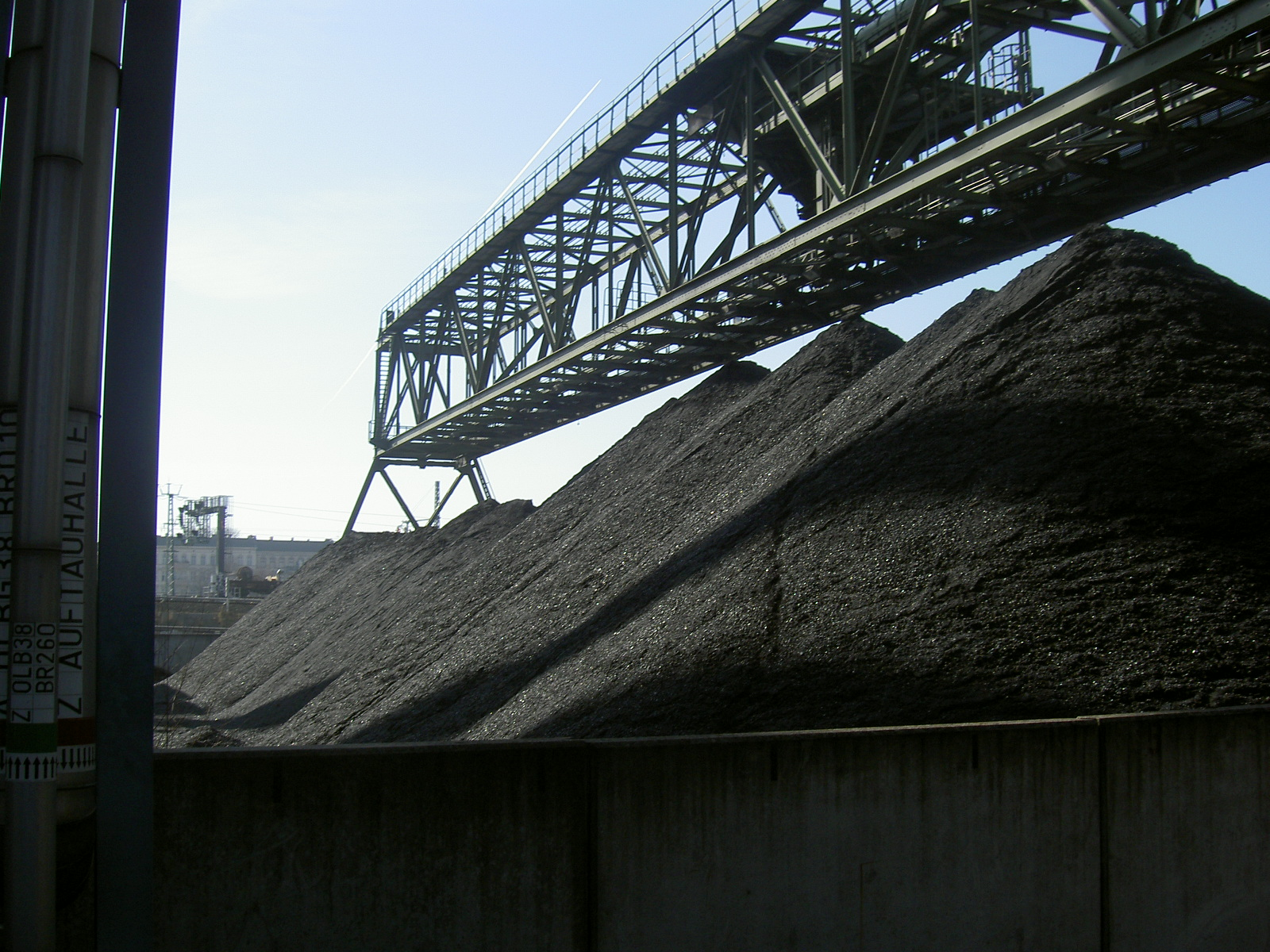
Kohleverladebrücke
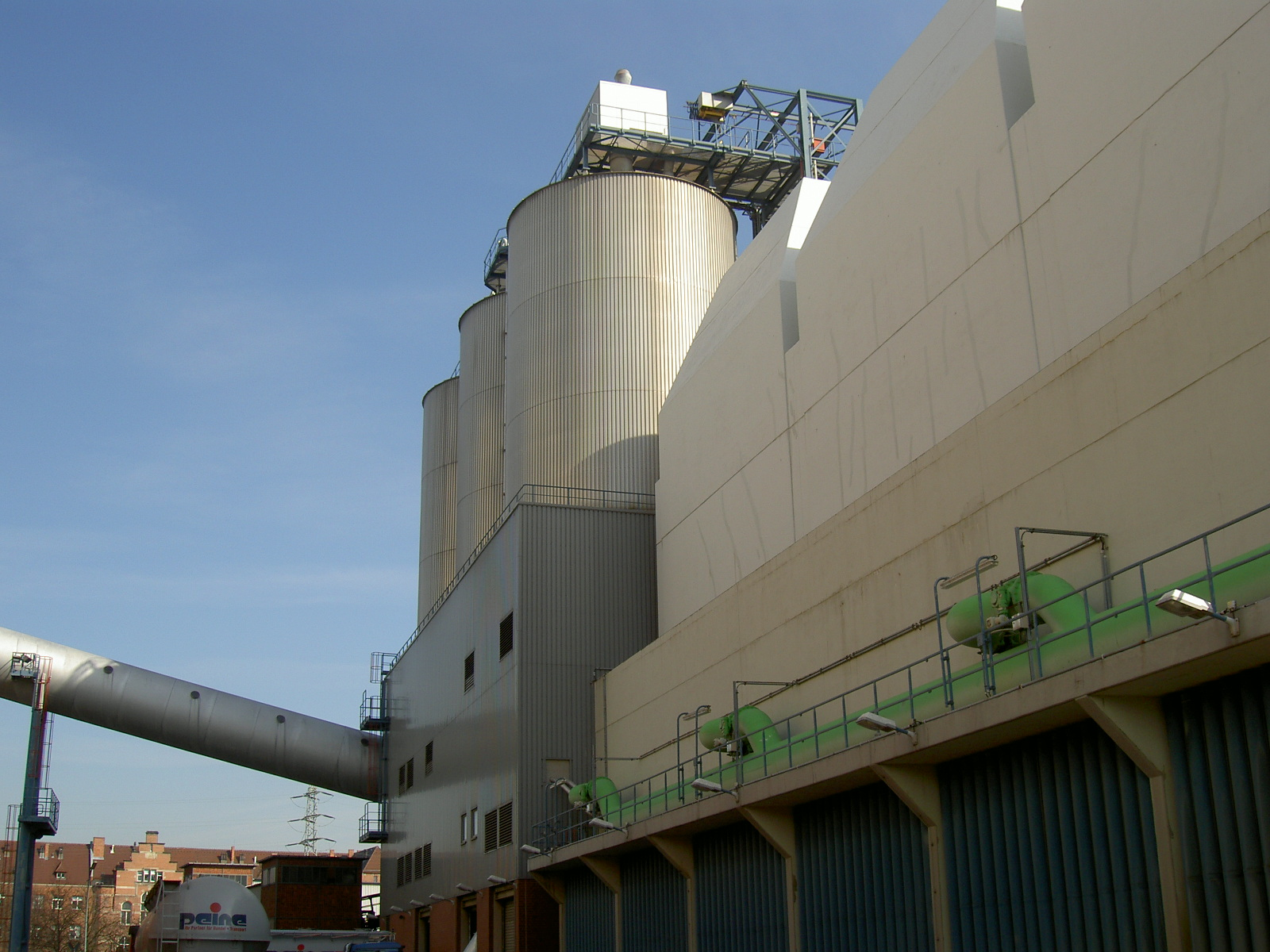
Silos
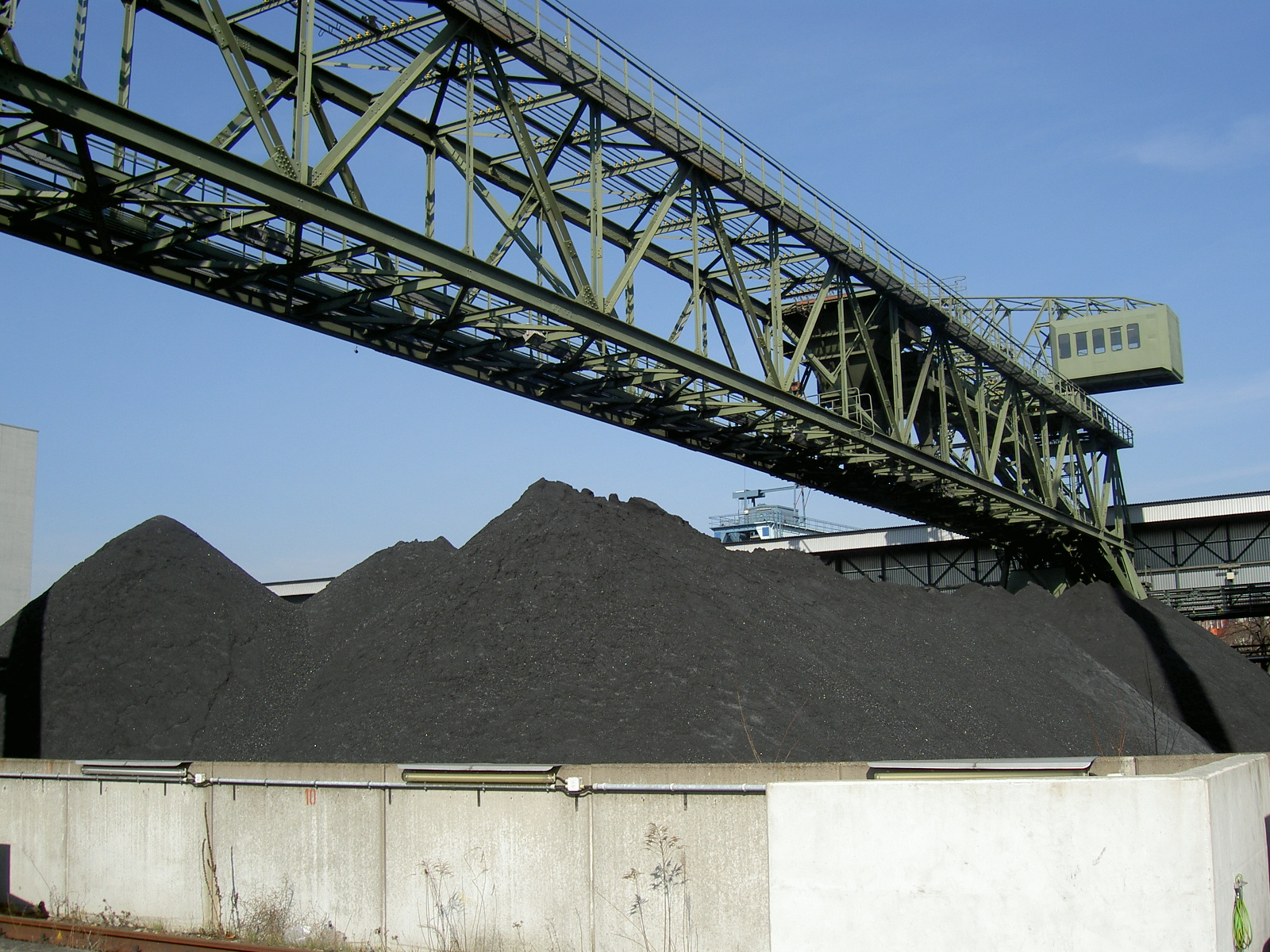
Kohlenhalde
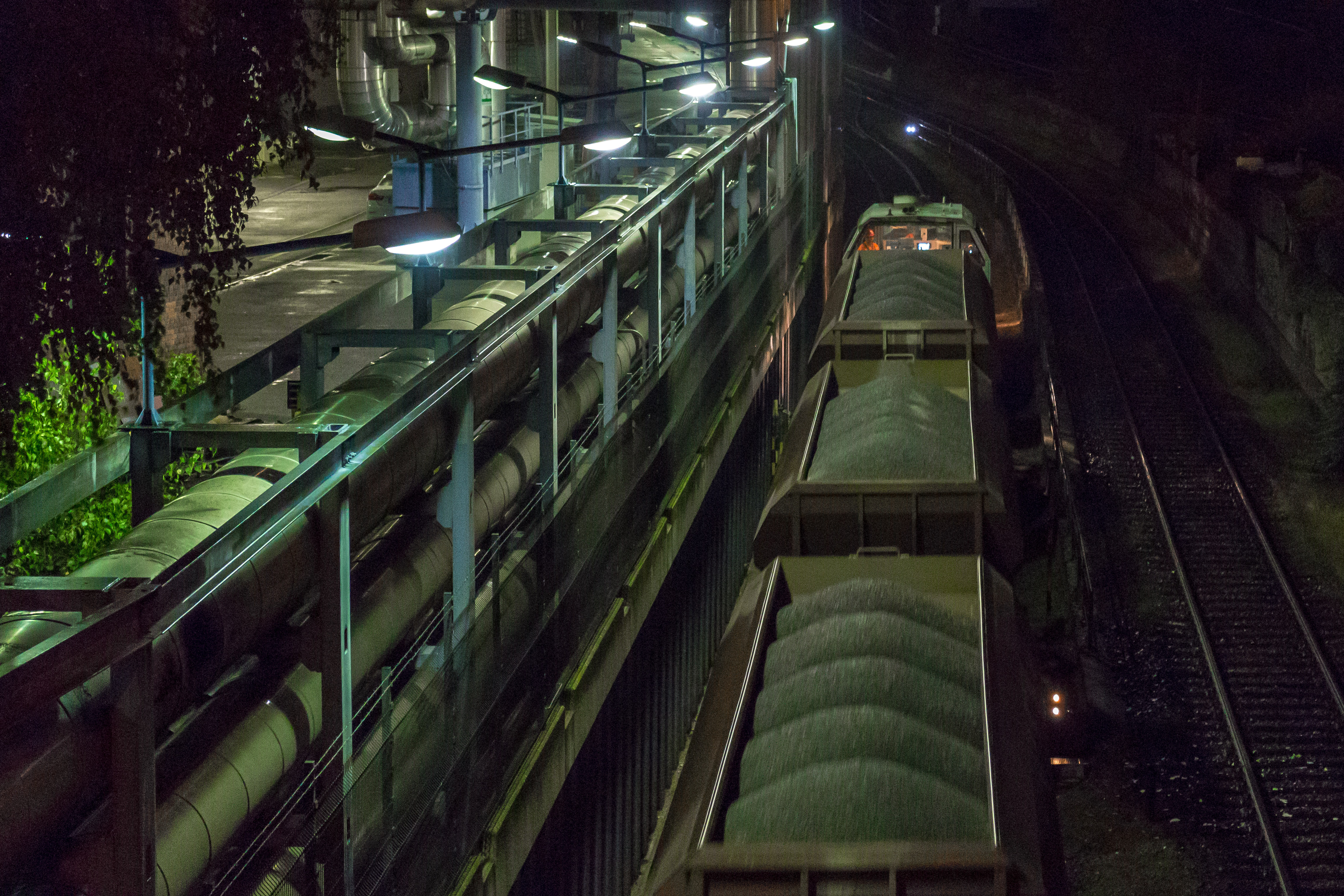
Kohlezug

## Zukunft
Im Zuge des Kohleausstiegs soll das Kraftwerk ab 2026 nicht mehr mit Steinkohle, sondern ausschließlich mit Biomasse und Erdgas befeuert werden. Die zwei Heißwassererzeuger verbleiben und werden durch einen dritten Erzeuger ergänzt.